# معتز ودنان
معتز ودنان هو صحفي مصري يعمل لصالِح هافينغتون بوست عربي. اشتهر معتز حينما اعتُقل على يدِ السطات المصرية في شباط/فبراير من العام 2018 وذلك بعد إجرائه لمقابلة مع المُحامي والناشط الآخر هشام جنينة.
أجرى مُعتز في شباط/فبراير 2018 مقابلة مع هشام جنينة وتحدث الثنائي في عددٍ من المواضيع بما في ذلك مكافحة الفساد ودعم سامي عنان بدلَ عبد الفتاح السيسي في انتخابات الرئاسة المصرية 2018. ادّعى جنينة خلال تلك المُقابلة أن له وثائق تُظهر أن قادة الجيش المصري قد لعبوا دورًا في تشجيع الاضطرابات الاجتماعية بعد الثورة المصرية عام 2011 وهدد بنشر كل تلك الوثائق في حالة ما تعرضت حياة عنان للخطر. تم القبض على جنينة في وقت لاحق من يوم 16 فبراير/شباط كما تم القبض على الصحافي معتز الذي أجرى مع هشام المقابلة. معتز مٌحتجز حاليا في سجن طرة جنبا إلى جنب مع الناشط الحقوقي عزت غنيم والصحفيين مصطفى عصار وحسن البنا مبارك على ذمة التحقيق في الانضمام إلى «جماعة محظورة» ونشر معلومات كاذبة.